# Ásta Eir Árnadóttir
Ásta Eir Árnadóttir (23 agosto 1993) è una calciatrice islandese, difensore del Breiðablik e della nazionale islandese.

## Biografia
Nata in una famiglia di sportivi, la madre, Kristín Anna Arnþórsdóttir, fu un’atleta multidisciplina che giocò anche a calcio femminile, collezionando 12 presenze in nazionale e 8 con la nazionale di pallamano con la quale segnò 18 reti.

## Carriera

### Club
Ásta Eir Árnadóttir ha iniziato la sua carriera a Kópavogur, con le pluricampionesse d'Islanda del Breiðablik, squadra alla quale rimane legata per tutti gli anni successivi. Aggregata alla prima squadra già dal 2009, il 22 maggio di quell'anno, tre mesi prima del suo 16º compleanno, ha debuttato in Úrvalsdeild, alla 4ª giornata di campionato, partita titolare e sostituita al 67' nell'incontro esterno vinto 6-1 con il Keflavík, rimanendo l'unica sua presenza in campionato in tutta la stagione. Nella stagione seguente ha collezionato otto presenze in campionato e tre nella UEFA Women's Champions League, debuttando nell'edizione 2010-2011 nella vittoria per 8-1 sulle estoni del Levadia Tallinn, raddoppiando il numero di partite in campionato nel 2011.
Negli anni successivi, il numero di presenze è leggermente diminuito e nel 2013, pur non venendo mai impiegata, festeggia con le compagne il suo primo trofeo, la Coppa d'Islanda 2013. Nelle stagioni successive arrivano altri importanti traguardi in carriera; la Supercoppa nel 2014, l'anno successivo il titolo di Campionessa d'Islanda 2015, nel 2016 il double Coppa-Supercoppa e a seguire la Supercoppa 2017.
Anche nel 2018, anno in cui raggiunge le 100 presenze in campionato e conquista il suo terzo titolo di campionessa d'Islanda, e nel 2019 è scesa in campo in tutti i 18 incontri previsti in campionato. Nell'edizione 2019-2020 di Champions League ha giocato tutte le sette le partite fino agli ottavi di finale, dove la sua squadra viene eliminata dal Paris Saint-Germain; queste sono state le sue ultime partite prima della pausa per la gravidanza del 2020. Il Breiðablik ha prolungato il suo contratto di due anni nell'ottobre 2020.
Il Breiðablik è riuscito a superare la prima fase di qualificazioni alla Champions League 2021-2022 grazie alle vittorie sulle faroesi del KÍ Klaksvík (7-0) e sulle lituane del Gintra (8-1) al primo turno, passando poi il secondo turno con i risultati di 1-1 e 3-0 sulle croate dello Osijek. Raggiunta la fase a gironi, inserita nel gruppo B la squadra subisce la superiorità tecnica delle avversarie riuscendo a guadagnare un solo punto alla 3ª giornata nel pareggio a reti inviolate con le ucraine dello Žytlobud-1 Charkiv. In quell'occasione Ásta è scesa in campo in tutte le dieci partite disputate dalla sua squadra.

## Palmarès

### Club
- Campionato islandese: 3

Breiðablik: 2015, 2018, 2020
- Coppa d'Islanda: 4

Breiðablik: 2013, 2016, 2018, 2021
- Supercoppa islandese: 4

Breiðablik: 2014, 2016, 2017, 2019